# Gisela von Nivelles
Gisela von Nevilles (auch Gisla; * zwischen 860 und 865; † zwischen dem 21. Juni und dem 26. Oktober 907) war eine Tochter des karolingischen Königs Lothar II. von Lothringen und seiner Friedelfrau Waldrada.
Gisela war die Schwester von Hugo, dem Lothar II. im Jahr 867 das Herzogtum Elsass übertrug. Während der Raubzüge der Wikinger in den Rheinlanden kam es im Jahr 882 zu Friedensverhandlungen zwischen dem Wikingerführer Gottfried und Karl III. Im Zuge dieses Friedens ließ sich der Wikinger taufen und bekam die fränkische Prinzessin Gisela zur christlich angetrauten Frau.
Gottfried erwies sich aber schon bald als wortbrüchig und fiel schon im Sommer erneut in das Rheinland ein. Karl III. beauftragte daraufhin seinen Herzog Graf Heinrich von Babenberg, gegen ihn ins Feld zu ziehen.
Heinrich von Babenberg entriss 884 Gottfried die von den Normannen 883 eroberte Stadt Duisburg und vertrieb ihn vom Niederrhein. Als Gottfried im Jahr 885 mit einem Heer in das Rheinland zurückkehrte, wurde er von Graf Babenberg in einen Hinterhalt gelockt und gemeinsam mit anderen Wikingerführern erschlagen. Seine Frau Gisela war zuvor im Mai 885 in ein Kloster in Sicherheit gebracht worden, um die Königstochter vor der Rache der Wikinger zu schützen.
Später wurde Gisela Äbtissin von Nivelles und Fosses.